# توماس فرانك مارشال
توماس فرانك مارشال (بالإنجليزية: Thomas Frank Marshall)‏ هو سياسي أمريكي، ولد في 7 مارس 1854 في هانيبال في الولايات المتحدة، وتوفي في 20 أغسطس 1921 في ديترويت ليكس في الولايات المتحدة. حزبياً، نشط في الحزب الجمهوري. وقد انتخب عضو مجلس ولاية داكوتا الشمالية وانتخب عضو مجلس النواب الأمريكي.